# Joseph Rotblat
Sir Joseph Rotblat, poljsko-britanski fizik, nobelovec, * 4. november 1908, Varšava, Ruski imperij (sedaj Poljska), † 31. avgust 2005, London, Anglija.
Rotblatovo delo na področju razširjanja jedrskih odpadkov po zraku v obliki takoimenovanega »nuklearnega snega« je pomemben prispevek k ratifikaciji 1963 delne prepovedi testiranja jedrskih bombo. Podpisnik Russell–Einsteinovega manifesta iz leta 1955, je bil tudi generalni sekretar Pugwash konference o znanosti in svetovnih afer od njene ustanovitve do leta 1973. Zaradi svojih aktivnosti in »prizadevanj za zmanjšanje pomena jedrskega orožja pri oblikovanju svetovnih razmer in prizadevanj, da se ta orožja na dolgi rok ukinejo«, je skupaj s Pugwash konferenco prejel leta 1995 Nobelovo nagrado za mir.
Pred izbruhom 2. svetovne vojne je izvajal poskuse, ki so pokazali, da se v procesu jedrske cepitve emitirajo nevtroni. V skladu z odkritji tistega časa, se je dalo sklepati po njegovih odkritjih, da bi proces fisije pomenil oddajo velike energije. Nadaljeval je, da so izračunali, da se ti procesi lahko izvedli pri manj kot mikrosekundi, in posledica tega bi povzročilo eksplozijo.
Leta 1939 je bil povabljen na študij v Pariz in na univerzo v Liverpoolu pod Jamesom Chadwickom, prejemnikom Nobelove nagrade za fiziko v letu 1932 za odkrivanje nevtronov. Chadwick je gradil pospeševalnik delcev, »ciklotron« za študij osnovnih jedrskih reakcij in Rotblat je želel zgraditi podoben stroj v Varšavi in se tako odločil pridružiti Chadwicku v Liverpoolu. Potovanje mu je prineslo štipendijo, akademski položaj in podvojitev dohodkov. Nevedoč za bližajočo vojno nikoli ni prišel več v stik z ženo, ki je bila  kasneje žrtev holokavsta. Za časa svojega življenje je prejel veliko odličij in državnih priznanj.

## Projekt Manhattan
Po nekajletnem delu pri britanskem projektu razvoja atomske bombe, se je februarja 1944 Rotblat pridružil Narodnemu laboratoriju v Los Alamosu kot del Chadwickove britanske odprave v pomoč Projektu Manhattan.
V bolnici St Bartholomew je Rotblat preučeval učinke sevanja na žive organizme, predvsem na staranje in plodnost. To ga je pripeljalo do zanimanja za jedrske padavine, še posebej stroncij-90 in varno omejitev ionizirajočega sevanja. Leta 1955 je prikazal, da je onesnaženje zaradi radioaktivnih snovi po Gradu Bravo testu na Atolu Bikini, kjer so opravljale ZDA jedrske eksprimente z bombami veliko večje, kot je bilo uradno navedeno. Do takrat uradna linija je bila, da je bila rast moči atomske bombe nepovezana s spremljajočo enakovredno rastjo v radioaktivnem onesnaževanju, ki se pri tem sprosti v okolico. Japonski znanstveniki, ki so zbrali podatke iz ribiškega plovila Srečni Zmaj, ki je bil izpostavljen padavinam, se ni strinjalo z uradno linijo. Rotblat je uspel s sklepanjem ugotoviti, da je bomba imela tri faze, in tako pokazal, da v zadnji cepitveni fazi na koncu eksplozije bomba povečala količino radioaktivnosti do štiridesetkrat. Njegova knjiga je bila sprejeta z velikim medijskim odzivom in prispevala k javni razpravi, ki je povzročila prekinitev atmosferskih testov in le izjemna uporaba podzemeljskih testov.

## Mirovništvo
Rotblata je zelo skrbela etična dimenzija novih znanstvenih odkritij in njihovih posledic. Tako je bil eden mlajših, a glasnih kritikov tekmovanja v razvoju jedrskih orožij. Cyrus Eaton se je odločil podpreti Pugwash konference o znanosti in svetovnih aferah, mednarodno organizacijo, ki bi povezala znanstvenike, politike in druge pomembne javne osebnosti k zmanjšanju možnosti vojnega obračuna in zmanjšanju globalnih varnostnih groženj, še posebej če so le-te povezane z jedrskim orožjem. Rotblat je bil eden prvih udeležencev te konference skupaj z Bertrand Russellom. Konference so bile že od začetka zainteresirane, da povezujejo znanstvenike tako Vzhoda kot Zahoda (onkraj takoimenovane Železne zavese). V Pugwash konferencah so poskrbeli za pripravo osnutkov različnih uspešnih mednarodnih pogodb od let 1963-1993. Rotblat je bil ustanovitelj skupaj z Albertom Einsteinom, Robertom Oppenheimerjem, Bertrandom Russellom in drugimi zadevnimi znanstveniki Svetovne akademije umetnosti in znanosti, ki so jo predlagali sredi 1950-ih in je bila formalno ustanovljena leta 1960.

## Kasneje v življenju
Rotblat se je upokojil od St Bartholomew bolnišnice v letu 1976. V 1975-1976, je bil gostujoči profesor mednarodnih odnosov na univerzi v Edinburghu.<ref>»Sir Joseph Rotblat«. The Scotsman. 5. september 2005. Pridobljeno 8. oktobra 2013. Ena pomembnejših projektov v njegovi starosti je bilo oblikovanje etike znanstvenika, ki bi bila podobna Hipokratovi prisegi. Znanstveniki bi tako imeli svoj kodeks za moralno ravnanje.
Rotblat se je kot nobelovec vztrajno prizadeval od leta 1988-2004, da bi postal prejemnik Nobelove nagrade za mir Mordechai Vanunu. Velja za dolgoletnega predsednika različnih inštitucij, soustanovitelj in član izvršnega odbora Stockholmskega mednarodnega mirovno-raziskovalnega inštituta in člana svetovalnega komiteja Svetovne zdravstvene organizacije.
Rotblat je utrpel kap v letu 2004 in njegovo zdravje se je zatem znatno poslabšalo. Umrl je leta 31. avgusta 2005 zaradi septicaemia v Royal Free Hospital v Camdenu v Londonu.